# Smoke & Mirrors
Smoke & Mirrors  -  piąty album grupy Lifehouse wydany 2 marca 2010 roku.

## Lista utworów
1. All In - 03:56
2. Nerve Damage - 04:27
3. Had Enough - 03:44
4. Halfway Gone - 03:15
5. It Is What It Is - 03:21
6. From Where You Are [Album Version] - 03:01
7. Smoke & Mirrors - 04:26
8. Falling In - 03:46
9. Wrecking Ball - 04:25
10. Here Tomorrow Gone Today - 03:13
11. By Your Side [Album Version] - 04:09
12. In Your Skin - 03:28